# Vighizzolo d’Este
Vighizzolo d’Este (velenceiül Vighisoło d'Este) település Olaszországban, Veneto régióban, Padova megyében. Lakosainak száma 864 fő (2023. január 1.). Vighizzolo d’Este Carceri, Piacenza d’Adige, Ponso, Sant’Urbano, Este és Villa Estense községekkel határos.

## Népesség
A település lakossága az elmúlt években az alábbi módon változott:
| Lakosok száma | 900  | 898  | 864  |
|               | 2017 | 2018 | 2023 |